# Dacrydium xanthandrum
Dacrydium xanthandrum é uma espécie de conífera da família Podocarpaceae.
Pode ser encontrada nos seguintes países: Indonésia, Malásia, Papua-Nova Guiné e Filipinas.